# Історія веббраузера
Браузер (англ. browser МФА: [ˈbraʊ̯zɚ]) - необхідний програмний продукт для обробки вебсторінок, отримання та розшифровки запитів з вебсайтів.

## Хронологія
- 1990 рік - WWW (WorldWideWeb). Перший браузер з текстовим інтерфейсом.
- 1993 рік - MOSAIC. Це перший в світі веббраузер під операційну систему Microsoft Windows з графічним інтерфейсом користувача.
- 1994 рік - NETSCAPE NAVIGATOR. У 2008-му році розробники припинили його підтримку і присвятили себе роботі над Mozilla Firefox.
- 1994 рік -  OPERA. З'явилася на світ раніше, ніж Internet Explorer, і була розроблена норвежцями. Зараз за популярністю на другому місці в світі.
- 1995 рік - INTERNET EXPLORER. Довгий час IE був найпопулярнішим браузером.
- 2003 рік - SAFARI. На початку цього століття договір Apple з Microsoft про використання Internet Explorer на Macintosh підійшов до кінця. На його зміну був розроблений Safari. 7 січня на Macworld у Сан-Франциско, Стів Джобс оголосив про те, що в Apple розробили свій власний Вебпереглядач під назвою Safari.
- 2004 рік - MOZILLA FIREFOX. Третій за популярністю браузер у світі. Спочатку він називався «Phoenix» ( «Фенікс»). Через деякий час браузер був перейменований в «Firebird» ( «Жар-птиця») через конфлікт торгових знаків, пізніше було змінено на «Firefox» з аналогічної причини.
- 2008  рік - GOOGLE CHROME За даними StatCounter на сьогоднішній день цей браузер займає перше місце в світі серед інших за популярністю.
- 2019 рік  - MICROSOFT EDGE. Перший Edge, базований на рушієві Chromium.

## Перші браузери: Nexus і Mosaic

Nexus

Перший браузер WorldWideWeb (WWW) був текстовим, здатний відображати тільки букви і цифри. Його створиву 1990 році  програміст Тім Бернес-Лі, пізніше браузер перейменували у   Nexus.
15 травня 1992 вийшов перший графічний браузер - Viola. Перший браузер, що володів графічним інтерфейсом і здатний відображати картинки, розміщені на вебсторінках. По суті, він був розширеним варіантом вже відомого користувачам WWW / Nexus. Цей браузер став першим інтернет-додатком, що підтримує вбудовані у вебсторінки інтерактивні об'єкти, а також таблиці, форми і таблиці стилів. Вже через півроку стараннями програміста Марка Андреесена, який працював в американському Національному центрі суперкомп'ютерних додатків (NCSA), на світ з'явилася перша альфа-версія браузера Mosaic.
Розробка Mosaic почалася в грудні 1992 року в Національному суперкомпьютерном центрі (NCSA) в штаті Іллінойс (США). Браузер доріс до першої загальнодоступної версії 1.0 в квітні 1993 р. Протягом літа-осені того ж року завершена робота по портуванню браузера на всі існуючі на той момент операційні системи. ДО 1995 року частка Mosaic на ринку браузерів зросла до недосяжних для конкурентів 53%.
Ця програма стала основою для браузера Netscape Navigator, який отримав широке розповсюдження і успадкував більшість функцій Mosaic. Згодом Марк Андреесена і його командою однодумців організували власну компанію Mosaic Communications Corp. Через деякий час Mosaic переріс у Netscape.У 1994 році утворилася компанія Netscape Communications Corporation.

## Перша війна веббраузерів
У 1995 році Microsoft взялася за розробку свого браузера, за основу якого взяла теж програму Mosaic. Microsoft ліцензував старий код Mosaic і створив власне "вікно" до Інтернету — Internet Explorer. Його випуск спричинив війну. Netscape та Microsoft  працювали над створенням нових версій своїх програм, кожен з них намагався перевершити конкурента швидкістю та досконалістю своїх продуктів.
Netscape створив і випустив JavaScript, який надав вебсайтам потужні обчислювальні можливості, яких вони ніколи раніше не мали. Microsoft відповіла створенням каскадних таблиць стилів (CSS), які стали стандартом для розробки вебсторінок.
Згодом в Інтернеті з'явилася серйозна проблема. Два основних браузера абсолютно по-різному підходили до зображення web-сторінок, створених за допомогою загальноприйнятої мови гіпертекстової розмітки HTML. Розробники обох компаній не дуже турбувалися про те, щоб їх браузери були сумісні, і робили все кожен по-своєму. Сайт, створений під Netscape, міг неправильно показуватися або неправильно працювати під  Internet Exlorer, і навпаки.
Ситуація вийшла з-під контролю у 1997 році, коли Microsoft випустила Internet Explorer 4.0. Команда Microsoft, сконструювала велетенську літеру “е” і,  встановила її на галявині біля штаб-квартири Netscape. Команда Netscape негайно повалила гігантське “е” та встановила на нього динозавра — талісман Mozilla.
Тоді Microsoft почала поставляти Internet Explorer зі своєю операційною системою Windows. Вже за 4 роки він мав 75% ринку, а до 1999 року — 99% ринку.
У 2000 році Microsoft випустила Internet Explorer 5 для Macintosh. Це була дуже важлива віха. IE був браузером за замовчуванням у Mac OS і забезпечував також стерпний рівень підтримки рекомендацій W3C. На ряду з прийнятним рівнем підтримки CSS і HTML браузером Opera це дало поштовх позитивному руху, коли веброзробники та дизайнери вперше змогли спокійно створювати вебсайти, використовуючи вебстандарти.
Коли Інтернет почали вражати перші епідемії вірусних "черв'яків", стало зрозуміло - Internet Explorer  разом з Windows спричиняє багато програмних уражень, і його застосування пов'язане з загрозою безпеки для комп'ютера.Через це, компанію було втягнуто у судову тяганину, щодо порушення антимонопольного законодавства і Netscape вирішив відкрити програмний код і створив неприбуткову організацію Mozilla, яка у 2002 році створила та випустила Firefox. Який був створений, щоб забезпечити свободу вибору для користувачів Інтернету. До 2010 року, Mozilla Firefox та інші браузери, зменшили частку ринку Internet Explorer до 50%.
Експерименти різних програмістів на тему того, як можна поліпшити використання браузерів, призвели до винаходу маси нових технологій - наприклад, використання "жестів" (gestures) за допомогою миші для віддачі програмі команд, використання "вкладок" (tabs) - відкриття декількох сторінок в одному вікні в панелі задач, інтегрування в браузери розширених засобів для роботи з завантаженням великих файлів, для шифрування даних, і так далі.

### Зародження Mozilla Firefox

Mozilla Firefox

Проєкт Mozilla був створений у 1998 році разом з відкриттям програмного коду браузера Netscape.
Після кількох років розробки, Mozilla 1.0, перша основна версія, була випущена в 2002 році. Ця версія принесла багато вдосконалень в браузер, поштовий клієнт й інші програми, включені в комплект, але небагато людей використовували її.Того ж року учасниками спільноти Mozilla було випущено першу версію Phoenix (пізніше перейменований в Firefox), з метою надати найкращий можливий досвід перегляду Інтернету якомога ширшому колу людей.
У 2003 році проєкт Mozilla створив Mozilla Foundation, незалежну некомерційну організацію, підтримувану індивідуальними інвесторами та різноманітними компаніями. Нова Mozilla Foundation продовжила роль управління щоденними операціями проєкту, а також офіційно взяла роль поширення відкритості, інновації та нових можливостей в Інтернеті. Це стало можливим завдяки продовженню випуску програмного забезпечення, такого як Firefox і Thunderbird, а також охопленню нових областей, таких як надання грантів для підтримки вдосконалення доступності в Інтернеті.
Firefox 1.0 було випущено в 2004 році і упродовж менш, ніж одного року, він був завантажений понад 100 мільйонів разів. Відтоді регулярно випускались нові версії Firefox і продовжували встановлювати нові рекорди.
В 2013 році  випустили Firefox OS для смартфонів .
Одне з ключових переваг - те, що Firefox в порівнянні з Internet Explorer абсолютно безпечний. Firefox успішно портований на безліч комп'ютерних платформ, відмінних від Windows, і має версії на різних мовах.

### Браузер Opera
В середині дев'яностих, крім усім відомих Netscape і Internet Explorer виникли і альтернативні програми. Найуспішнішою альтернативою лідерам ринку став браузер Opera.

Opera Software

Історія Opera почалася в 1994 р з дослідницького проекту, запущеного норвезьким телекомунікаційним гігантом Telenor. Компанія сьогодні відома в Україні як творець бренду DJuice і власник 35% акцій мобільного оператора «Київстар». У серпні 1995 р дослідний проект був виділений в окрему компанію Opera Software. Перша публічна версія браузера вийшла в 1996 р під назвою Multi Torg Opera. До виходу третьої версії Opera була широко відома, проте вже в перших версіях розробники заклали ключові переваги: високу швидкість роботи, багатодокументний інтерфейс і «Hotlist» (прообраз сучасних вкладок).
Протягом 1997-1998 рр. Opera почала набирати популярність в силу того, що розробники поступово довели третю версію браузера до технічної рівності з лідерами ринку. У цей період в програму додана підтримка JavaScript, плагінів Netscape і CSS. В кінці дев'яностих розробники Opera також звернули  увагу на зростаючий ринок мобільних пристроїв, в зв'язку з чим в норвезький браузер додана підтримка відображення вебсторінок в стандартах WAP та WML. Одночасно з цим розпочато розробку концепції мобільного браузера Opera Mini.
Починаючи із версії 5.0 Opera є безкоштовною. [Архівовано 16 грудня 2020 у Wayback Machine.]
Багато браузерів  з'явилися наприкінці 90-х та на початку 2000-х, зокрема Opera, Safari та Google Chrome. Microsoft Edge замінив Internet Explorer з випуском Windows 10 у 2015 році.

## Війна браузерів. Другий етап
Нова браузерна війна почалася в 2004 році, коли Netscape вже програв, перетворившись в нову організацію - Mozilla Foundation.
У зв'язку з тим, що версія  Firefox 1.5, яка вийшла у 2005 році, стала рекордсменом цього року (контролювала 9% ринку), а Microsoft  допустила серйозну помилку, разом зі  Windows XP в 2001 році вийшла версія Internet Explorer 6, яка, на відміну від попередніх, не відповідала стандартам розробки, закладеним  W3C. Ця версія Internet Explorer виявилася нестабільною і містила помилки. Разом з появою нових сильних суперників це призвело до посилення конкуренції.

### Google Chrome

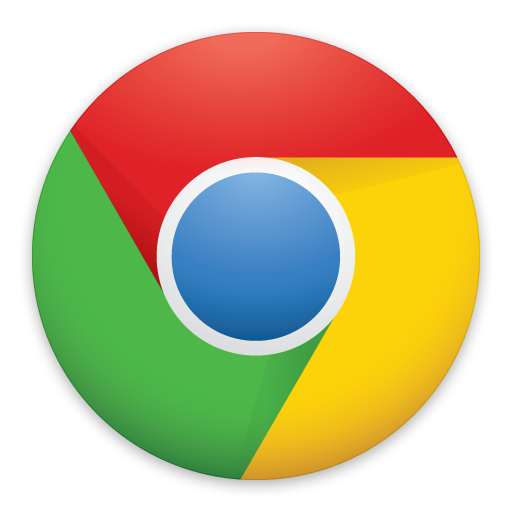
Google Chrome

2 вересня 2008 року вийшла в світ перша публічна версія нового браузера Google Chrome. Найняті , директором корпорації Google Еріком Шмідтзом, фахівці з Mozilla Firefox - Сергій Брін і Ларрі Пейдж створили зручний і легкий в управлінні браузер  Google Chrome. Протягом 3 місяців браузер завоював 1% ринку. За 2009 рік цей браузер став популярним, посівши третє місце після браузерів Internet Explorer та Mozilla Firefox. І до кінця 2011 року Google Chrome став другим за популярністю браузером.
Всі версії Хрому до квітня 2013 року виходили на основі рушія Webkit. Пізніше основою став рушій Blink. На Blink Хром працює до цих пір.Версії для Linux і Mac OS X з'явилися через рік після офіційної релізації. Починаючи з п'ятої версії браузер має однакові можливості у всіх ОС.

Safari

### Safari
Safari - інтернет-браузер, заснований на рушії WebKit, розробкою якого займається компанія Apple для своїх операційних систем Mac OS і iOS. Спочатку він створювався як заміна Internet Explorer, який певний час розроблявся Microsoft для Mac OS за договором з Apple. Після випуску у 2003 р. Safari розробка та підтримка Internet Explorer for Mac була припинена. Вперше браузер був включений до складу операційної системи Mac OS X 10.3 Panther, а в наступній версії Mac OS X 10.4 Tiger був єдиним браузером за замовчуванням. У червні 2007 року відбувся реліз тестової версії Safari 3.0 для операційних систем Windows XP і Windows Vista. Пізніше відбувся реліз версій 3.1 та 3.1.1. У лютому 2009 було надано увільний доступ до публічної бета-версії  Safari 4.0 для операційних систем Mac OS і Windows.

### Microsoft Edge

Microsoft Edge

Із провалом останньої версії Internet Explorer Microsoft розпочали розробку  нового браузера Windows, про що повідомили 10 грудні 2014 року. Тоді браузер був відомий під кодовою назвою Project Spartan. На конференції Build 29 квітня 2015 року повідомлялося, що браузер позбудеться назви Project Spartan, а новою стане Microsoft Edge.
Перший Edge, базований на рушієві Chromium, було випущено 8 квітня 2019 року. Браузер отримав оформлення, що поєднувало риси старого Edge і Chromium, різні налаштування відкриття вкладок, підтримку доповнень.
У листопаді 2019 року на конференції Microsoft Ignite з'явився новий логотип Edge, подібний на хвилю, що натякає на процес інтернет-серфінгу. Офіційний реліз оновленого браузера Microsoft Edge на основі Chromium відбувся 15 січня 2020 року.
| №   | Назва браузера    | Відсоток |
| --- | ----------------- | -------- |
| 1.  | Google Chrome     | 68,5%    |
| 2.  | Edge              | 7,59%    |
| 3.  | Firefox           | 7,19%    |
| 4.  | Internet Explorer | 5,87%    |
| 5.  | Safari            | 3,62%    |
| 6.  | QQ                | 2,41%    |
| 7.  | Sogou Explorer    | 1,88%    |
| 8.  | Opera             | 1,14%    |
| 9.  | Яндекс.Браузер    | 1,01%    |
| 10. | UC Browser        | 0,42%    |

## Перспективи
Стрімке нарощування обчислювальних потужностей персональних комп'ютерів дозволило всерйоз задуматися про перехід на якісно новий рівень програмного забезпечення. Освоївши тривимірні світи комп'ютерних ігор, розробники готуються запропонувати  операційні системи, що дозволяють повною мірою використовувати переваги третього виміру. Всесвітню мережу також можна представити тривимірною, якщо використовувати для вебсерфінгу програму, що відповідним чином відображає контент.Такі розробки зходиться на експериментальній стадії, а деякі проекти призупинилися з різних причин, але спробувати тривимірний Інтернет вони  дозволяють.
У 2000 році архітектори за освітою Хендрік Вендлер і Джейкоб БІЦ захопилися побудовою тривимірних комп'ютерних моделей з використанням VRML - мови моделювання віртуальної реальності (Virtual Reality Modeling Language). І однією з розробок  став браузер Clara. Використовуючи  Internet Explorer, програма дозволяє створювати у тривимірному просторі цілий світ з вебсторінок, кожна з яких володіє всіма традиційними атрибутами. Крім  вебсерфінгу, Clara пропонує і інші незвичайні функції. Наприклад, спілкування в тривимірному чаті.
Однією з розробок є "The Broad Band Browser" - браузер, що перетворює Всесвітню мережу в справжній віртуальний світ, де по широких проспектах тривимірних мегаполісів можна мандрувати нескінченно, або миттєво повернутися у власний будинок-місто, побудований з вибраних вебсторінок. Компанії Three-B International Limited веде розробку даного браузера.